# Donkerste uur
Het donkerste uur (of: Het donkerste uur komt even voor de dageraad) is een optisch/psychologisch verschijnsel dat werd opgemerkt door de Britse amateurastronoom William Frederick Denning (1848-1931) en vervolgens werd vermeld door M.G.J.Minnaert in het eerste deel van De Natuurkunde van 't Vrije Veld.
Het donkerste uur is een beklemmend gevoel dat kort voor het aanbreken van de ochtendschemering optreedt, en doet zich voor als het verdonkeren van de nachthemel en van het omgevende landschap waarin de nachtelijke hemelwaarnemer zich bevindt.

## Citaten
Een lichte bries kwam op. Stellig zou de dageraad niet lang meer op zich laten wachten. Zoals altijd, op dat ogenblik, werd de duisternis dieper. Alle sterren waren verdwenen.— Pierre Benoit, Notre-Dame de Tortose, bladzijde 253.
Tegen de ochtend werd het zeer donker, daar de sterren uitgedoofd werden, en de schemering dit lichtverlies nog niet voldoende kon vergoeden.— Walter Scott, Waverley, hoofdstuk 47.